# Ernst Henle
Ernst Henle (* 1878 in München; † 1938) war ein städtischer Baudirektor in München und für die Wasserversorgung Münchens zuständig. Er entstammte einer alteingesessenen jüdischen Familie in München. Sein Vater, Carl Henle, war Oberstleutnant im Königlich Bayerischen Infanterie-Leibregiment. Er ließ sich, seine Frau und seine zwei Söhne Franz und Ernst anlässlich der Geburt des zweiten Sohns evangelisch taufen.
Henle machte sich um die städtische Wasserversorgung verdient. Er projektierte die Jutierhalle auf dem Münchner Oberwiesenfeld (1926).
Weil Henle Teilnehmer im Ersten Weltkrieg und bereits vor 1914 verbeamtet worden war, erfüllte er zwei Ausnahmeregelungen des Gesetzes zur Wiederherstellung des Berufsbeamtentums, das die Reichsregierung kurz nach der Machtübernahme erließ, um „nicht-arische“ und oppositionelle Beamte aus dem öffentlichen Dienst zu entfernen. Dennoch blieb Henle nicht verschont.„Christian Weber, zu dessen unzähligen Posten auch der des Verwaltungsrats für die Münchner Wasserversorgung gehörte, verglich Henles Amtsführung mit Praktiken, 'wie sie bei Herren aus Jerusalem gang und gäbe' seien. Im Januar 1934 resignierte Henle nach 24 Jahren als Leiter der Wasserversorgung und beantragte seine Versetzung in den Ruhestand, die sofort erfolgte. Während sich die nationalsozialistische Stadtführung mit dem Hochzonenbehälter Kreuzpullach [im Forstenrieder Park] öffentlichkeitswirksam inszenierte, dessen Planung maßgeblich auf Henle zurückging, führte dieser ein Leben in der gesellschaftlichen Isolation. Wenige Tage nach der Reichspogromnacht 1938 galt Henle als vermisst. Nachdem seine Leiche im Frühjahr 1939 gefunden wurde, stellten Polizei und Staatsanwaltschaft seinen Selbstmord fest. Die Polizeidirektion vermerkte, dass er diesen Schritt getan habe, um als 'Jude' seiner 'Familie nicht hinderlich' zu sein.“
Henles Bruder, der Farbstoffchemiker Dr. Franz Henle, nahm sich 1944 verfolgungsbedingt das Leben.
Nach Ernst Henle ist die gleichnamige Straße im Münchner Stadtteil Neuhausen benannt.

## Veröffentlichungen
- Ernst Henle: Die neuen Venturimesseranlagen im Quellengebiet der Stadt München, 1931